# Mei 2006
Dit artikel geeft een chronologisch overzicht van belangrijke gebeurtenissen per dag in de maand mei van het jaar 2006.

## Gebeurtenissen

### 1 mei
- Het sinds 19 februari 1946 bestaande AVRO-verzoekplatenprogramma Arbeidsvitaminen is het langst bestaande landelijke radioprogramma ter wereld en haalt daarmee het Guinness Book of Records.
- Graeme Dott wint het WK snooker voor de eerste keer in zijn carrière. In de finale is hij met 18-14 te sterk voor Peter Ebdon.

### 2 mei
- In Nepal heeft de nieuwe premier Koirala een nieuwe regering samengesteld; doelstellingen zijn herstel van de democratie, inperking van de macht van de koning en vredesonderhandelingen met de maoïstische rebellen.
- De IUCN heeft de ijsbeer, bewoner van het noordpoolgebied, aan de lijst van bedreigde diersoorten toegevoegd.
- Silvio Berlusconi heeft het ontslag van zijn regering ingediend; hierdoor kan Romano Prodi met een nieuwe regering aan de slag gaan.

### 3 mei
- In de Oceanische eilandnatie Tonga vindt een aardbeving plaats met een kracht van 8,1 op de schaal van Richter.
- De Verenigde Staten, Groot-Brittannië en Frankrijk hebben bij de Veiligheidsraad van de Verenigde Naties een ontwerpresolutie ingediend waarin Iran wordt gemaand op te houden uranium te verrijken.
- Een Airbus A320 van Armavia stort neer in de Zwarte Zee bij Moskou. Alle 113 inzittenden komen om. Het ongeluk gebeurt tijdens slecht weer.

### 4 mei
- Lokale verkiezingen in Engeland leveren winst op voor de Conservatieven en verlies voor Labour.
- Hevige rellen in San Salvador Atenco, even ten oosten van Mexico-Stad, worden uiteengeslagen door de politie waarbij een 14-jarige jongen om het leven komt. Mesenrechtenorganisaties melden buitensporig politiegeweld, willekeurige arrestaties en seksueel misbruik van arrestanten.
- De Nederlandse beeldhouwer/schilder Karel Appel overlijdt op 85-jarige leeftijd in Zürich.

### 5 mei
- De regering van Soedan en de meeste rebellengroepen in het conflict in Darfoer sluiten een vredesakkoord.
- In reactie op de verkiezingsnederlaag van 4 mei schuift de Britse premier Tony Blair met diverse posten in zijn kabinet en partij.
- Het hoofd van de CIA, Porter Goss, stapt op.

### 6 mei
- Op de Veluwe bij Uddel woedt sinds zaterdagmiddag een flinke bosbrand. 100 hectare bos en heide is al verloren gegaan.
- Sluiting van de Nederlandse militaire basis in Seedorf, Duitsland. De 4e gemotoriseerde brigade wordt teruggetrokken naar Nederland.

### 7 mei
- De Venus Express, de ruimtesonde van de Europese Ruimtevaartorganisatie (ESA) bereikt haar uiteindelijke omloopbaan rond de planeet Venus.

### 8 mei
- De uitkomsten van de Thaise verkiezingen van 2 april jl. zijn door het Constitutionele Hof ongeldig verklaard.

### 9 mei
- Er wordt een nationale hulpactie gehouden voor het door watersnood getroffen binnenland van Suriname.
- Twee Australische mijnwerkers zijn alsnog gered nadat ze, op 25 april, diep in de mijn vast kwamen te zitten.
- Het parlement van Estland stemt op Europadag met 73 van de 101 leden in met de Europese Grondwet.

### 10 mei
- De tachtigjarige Giorgio Napolitano wordt gekozen als president van Italië.

### 11 mei
- In Antwerpen schiet de 18-jarige Hans Van Themsche, naar alle waarschijnlijkheid uit racistische motieven, een Malinese jonge vrouw en het kind op wie zij oppast dood. Een Turkse vrouw wordt ernstig verwond.
- De Nederlandse economie heeft in het eerste kwartaal van 2006 de sterkste groei laten zien van de afgelopen vijf jaar, aldus het CBS.

### 12 mei
- Op het Weena in Rotterdam vindt een kop-staart-botsing plaats, tussen tramlijn 8 en tramlijn 20 van de RET, waarbij 10 mensen gewond raken.

### 13 mei
- De taifoen Chanchu raast over de Filipijnen en eist daarbij zeker 35 levens. De meeste slachtoffers zijn gevallen voor de kust van Masbate.
- Minister Verdonk stelt een onderzoek in naar de naturalisatie van Tweede Kamerlid Ayaan Hirsi Ali

### 14 mei
- In de Haagse Schilderswijk ontstaat een massale vechtpartij tussen Turken naar aanleiding van de voetbalwedstrijd tussen de Turkse voetbalclubs Fenerbahce en Denizlispor.
- In Irak zijn opnieuw aanslagen gepleegd; circa 45 personen werden gedood en ruim 80 personen werden gewond.
- Bondscoach Marco van Basten maakt zijn selectie bekend voor het WK voetbal in Duitsland. Klaas-Jan Huntelaar is de opvallendste afwezige.

### 15 mei
- Verwacht wordt dat de vulkaan Merapi op het Indonesische eiland Java spoedig tot een uitbarsting zal komen. Mensen rondom de vulkaan gaan naar veiligere plekken.
- Het VVD-Tweede Kamerlid Ayaan Hirsi Ali wordt volgens VVD-minister Rita Verdonk van Vreemdelingenzaken geacht het Nederlandse staatsburgerschap formeel nooit te hebben bezeten omdat zij indertijd identiteitsfraude zou hebben gepleegd bij het verkrijgen ervan.

### 16 mei
- De Verenigde Staten stellen een wapenembargo in tegen Venezuela wegens de vriendschap van dat land met Cuba en de aanwezigheid van Colombiaanse rebellen in Venezuela.
- VVD-Kamerlid Ayaan Hirsi Ali maakt bekend terug te treden als Tweede Kamerlid. Ze zal in september gaan werken voor het American Enterprise Institute in de Verenigde Staten. De Tweede Kamer houdt vervolgens een langdurig spoeddebat hierover met VVD-minister Rita Verdonk van Vreemdelingenzaken.

### 17 mei
- In Italië is het Kabinet-Prodi II geïnstalleerd; het staat onder leiding van de nieuwe premier Romano Prodi.
- Naar aanleiding van een motie van de Tweede Kamer gaat VVD-minister Rita Verdonk van Vreemdelingenzaken onderzoeken of het opgestapte VVD-Tweede Kamerlid Ayaan Hirsi Ali haar Nederlanderschap toch kan behouden.

### 18 mei
- Vandaag is bekendgemaakt dat veilinghuis Christie’s in New York dit najaar ongeveer vierduizend Star Trekrekwisieten in veiling zal brengen. De veiling valt samen met het veertigjarig jubileum van de eerste uitzending van de Amerikaanse televisieserie.

### 19 mei
- Het Nederlandse kabinet moderniseert het migratiebeleid. In het nieuwe beleid wordt meer rekening gehouden met de behoefte aan migranten in Nederland. Er komen vijf verschillende verblijfsvergunningen en de toelatingskans voor talenten wordt groter.
- Sherpa Appa heeft voor de zestiende keer de top van de Mount Everest bereikt. De 46-jarige sherpa breekt hiermee zijn eigen record. In 1990 bedwong hij de top voor het eerst.

### 20 mei
- Wordgebruikers worden door McAfee gewaarschuwd voor een nieuwe trojan horse, genaamd BackDoor-CKB!cfaae1e6.
- Finland wint voor het eerst het Eurovisiesongfestival; hardrockgroep Lordi behaalt de eerste plaats met het liedje 'Hard rock hallelujah'.
- De Chinese Drieklovendam in de Yangtze wordt 's werelds grootste waterkrachtcentrale en dam. De constructie begon in 1994, bouwkundig gezien was de constructie afgewerkt op 20 mei 2006.

### 21 mei
- In Montenegro stemt 55,4% voor de afscheiding van Servië en Montenegro.
- Zeven Marokkanen komen om bij een ongeval met een Belgische autobus nabij Madrid.

### 22 mei
- Staatsbosbeheer in Nederland meldt dat de zeearend in de Oostvaardersplassen broedt.
- In Riga begint de Nederlandse koningin Beatrix aan haar driedaagse staatsbezoek aan Letland.
- In het proces tegen voormalige directeuren van Ahold waaronder oud-voorzitter Cees van der Hoeven, worden geldboetes en voorwaardelijke gevangenisstraffen opgelegd.

### 23 mei
- Minister Hoogervorst maakt bekend dat uit onderzoek blijkt dat nederwiet de laatste jaren sterkere effecten heeft op gebruikers door het hogere THC-gehalte. De Nederlandse cannabis hoeft nog niet als harddrug gezien te worden.
- In Den Haag demonstreren zo'n 300 personen, onder wie veel betaalde ambtenaren, uit de drie noordelijke provincies tegen het niet aanleggen van de Zuiderzeespoorlijn.
- Het CBS maakt bekend dat Nederland als enige land in West-Europa een vertrekoverschot heeft van 29.000 emigranten.

### 24 mei
- De Nederlandstalige Wikipedia bereikt de 200 000 artikelen.
- In het Cobra Museum te Amstelveen zal komende herfst een expositie worden gehouden met werken van de Spaanse kunstschilder Pablo Picasso.

### 25 mei
- De Nederlands-Amerikaanse uitvinder van de kunstnier, prof. dr. Willem Kolff (95) ontvangt in New York voor zijn levenswerk zijn dertiende eredoctoraat.

### 26 mei
- Tijdens de opening van het nieuwe hoofdstation van Berlijn steekt een dronken 16-jarige jongen in het wilde weg om zich heen; er vallen 28 gewonden. Een van de slachtoffers is hiv-positief, het bebloede mes kan het aidsvirus hebben overgebracht.

### 27 mei
- Er wordt bekendgemaakt dat Amerikaanse mariniers op 19 november 2005 in de Iraakse plaats Haditha een bloedbad zouden hebben aangericht.
- Een zware aardbeving op het eiland Java eist ongeveer 5700 doden. De beving had een kracht van 6,3 op de schaal van Richter. De nabijgelegen vulkaan de Merapi is door de beving weer geactiveerd.
- Opening van het NS-station Amersfoort Vathorst.

### 28 mei
- Paus Benedictus XVI brengt in Polen een bezoek aan het voormalige vernietigings- en concentratiekamp Auschwitz.
- EiffelTowers Den Bosch wordt Nederlands Kampioen Basketball.

### 29 mei
- In de Macedonische stad Ohrid wordt een standbeeld onthuld ter ere van de Nederlandse schrijver A. den Doolaard. Een belangrijk deel van het oeuvre van de schrijver speelt zich af op de Balkan.
- Een groot deel van Nederland zit tijdelijk zonder internet omdat de Amsterdam Internet Exchange tijdelijk is uitgevallen door een stroomstoring in Amsterdam.
- Aanvang modderstroom van extreme omvang in Sidoarjo op Oost-Java na boring.

### 30 mei
- In de Parijse voorsteden Montfermeil en Clichy-sous-Bois breken 's nachts relletjes uit die doen denken aan de rellen op dezelfde plaats in oktober van het vorige jaar.

### 31 mei
- De rechtbank van Warschau staat uitlevering van Adam Giza toe, de verdachte van de moord op Joe Van Holsbeeck. Voorwaarde is wel dat Giza na een eventuele veroordeling in België zijn straf in Polen mag uitzitten.
- Mark Rutte is met 51,5 procent van de stemmen verkozen tot lijsttrekker van de VVD voor de Tweede-Kamerverkiezingen in mei volgend jaar. Hij verslaat hiermee Rita Verdonk (45,5%) en Jelleke Veenendaal (3%).
- Op het Binnenhof reikt Koningin Beatrix de Militaire Willems-Orde uit aan de Poolse 1e Onafhankelijke Parachutistenbrigade en de Bronzen Leeuw postuum aan haar commandant, generaal-majoor Stanisław Sosabowski.
- Supermarktketen Laurus verkoopt zijn Konmar- en EDAH-winkels aan Ahold en Jumbo voor 133 miljoen euro.

<< · januari · februari · maart · april · mei · juni · juli · augustus · september · oktober · november · december · >>